# DMAIC
DMAIC (Define, Measure, Analyze, Improve, Control) är en metodik för förbättringsarbete som används särskilt inom Sex Sigma. Denna metodik kan jämföras med PDCA (ofta kallad Demingcykeln) som är vanlig för mindre omfattande förbättringsprojekt. Systematiskt förbättringsarbete är en viktig del av modern produktionsindustri, men blir även allt vanligare inom tjänsteföretag. Luleå tekniska universitet har utarbetat en svensk metod för anpassning av DMAIC i tjänsteföretag.

## Genomförande
Förbättringsarbetet bör drivas som ett väl definierat projekt, med i tur och ordning följande steg:

### Define (Definiera)
Definiera projektet och processen. Beräkna en budget ("business case"), som visar om det blir lönsamt. Den investering projektet innebär (bland annat insatta resurser i form av tid och pengar) ska vara lönsam. Man måste också känna den process som skall förbättras och ha överblick för att kunna planera projektet.
Verktyg: Failure modes and effects analysis, Processdefinition

### Measure (Mäta)
Samla mätdata för att skapa en utgångspunkt ("baseline") och data för analys. En utgångspunkt är viktig för att se hur läget var innan förbättringar genomförts. Verktyg: Fiskbensdiagram, Rotfelsanalys, MSA - Mätsystemsanalys. Man måste inte bara mäta, man måste kunna lita på sina mätsystem, dessutom bör man ha tänkt ut vad som kan påverka processens utfall och därför är värt att mäta.

### Analyze (Analysera)
Analysera data för att se samband mellan faktorer.
Verktyg: Regressionsanalys, Korrelation, Försöksplanering, Grafisk analys. En vanlig programvara för analys är Minitab. 
Målet är att finna hur och vilka faktorer "X" som påverkar det "Y" man vill få fram (till exempel andelen godkända kretskort). När man funnit de faktorer som påverkar resultatet och hur de påverkat resultatet kan man styra processen för bästa utfall. Regressionsanalys kan använda historiska och oordnade data, om man har följt mätvärden för en process som löpt på under en tid är regressionsanalys bra. Om man har möjlighet att genom ett experiment styra processen och förändra olika parametrar är DOE bra. Grafisk analys är smidigt för att hitta oväntade samband.

### Improve (Förbättra)
Förbättra processen. Verktyg: Hypotesprövning. Förändringen ska inte bara genomföras utan även följas upp och verifieras.

### Control (Vidmakthålla)
Vidmakthålla förbättringen genom styrning och uppföljning.
Verktyg: Statistisk processtyrning, felsäkring.